# Arkadiusz Adamczyk
Arkadiusz Adamczyk (ur. 29 sierpnia 1969) – polski historyk i politolog, profesor zwyczajny w Uniwersytecie Jana Kochanowskiego, tłumacz, muzyk rockowy i folkowy, menadżer.

## Życiorys
W 1994 ukończył studia na kierunku historia w Uniwersytecie Łódzkim. W 1999 na Wydziale Filozoficzno-Historycznym Uniwersytetu Łódzkiego uzyskał na podstawie rozprawy pt. Bogusław Miedziński (1891-1972). Biografia polityczna stopień doktora nauk humanistycznych w zakresie historii, specjalność: historia najnowsza. W 2009 w Instytucie Studiów Politycznych Polskiej Akademii Nauk na podstawie dorobku naukowego oraz rozprawy pt. Piłsudczycy w izolacji (1939-1954). Studium z dziejów struktur i myśli politycznej otrzymał stopień doktora habilitowanego nauk humanistycznych w zakresie nauk o polityce, specjalności: stosunki międzynarodowe, historia najnowsza, myśl polityczna. W 2010 r. został profesorem Uniwersytetu Jana Kochanowskiego w Kielcach w Filii w Piotrkowie Trybunalskim w Wydziale Filologiczno-Historycznym (Instytut Historii i Stosunków Międzynarodowych). Od 2015 roku jest profesorem Wydziału Prawa, Administracji i Zarządzania UJK w Kielcach. W latach 2020-2024 pełnił funkcję kierownika Zakładu Stosunków Międzynarodowych w Instytucie Stosunków Międzynarodowych i Polityk Publicznych UJK. Postanowieniem prezydenta RP z 11 lutego 2021 roku został mu nadany tytuł profesora. 
W latach 2010–2015 prezes Instytutu Józefa Piłsudskiego w Warszawie (zastąpił na tej funkcji Andrzeja Przewoźnika). Specjalista od problematyki środkowoeuropejskiej ze szczególnym uwzględnieniem polskiej i węgierskiej myśli geopolitycznej. Od 2018 roku zastępca przewodniczącego Rady Instytutu Współpracy Polsko-Węgierskiej im Wacława Felczaka. W styczniu 2019 roku powołany przez Arcybiskupa Marka Jędraszewskigo na przewodniczącego Komisji Historycznej w procesie beatyfikacyjnym SB Jánosa Estreházy. W latach 2021-2023 był członkiem Rady Fundacji Fulbrighta (w 2022 roku przewodniczący tego gremium). 
W wyborach prezydenckich w Polsce w 2015 roku był członkiem komitetu honorowego kandydata Andrzeja Dudy. W tym samym roku wymieniany był wśród kandydatów na urząd wojewody łódzkiego. Podobnie informacje takie pojawiły się w 2019 roku.
30 marca 2016 został powołany przez marszałka Sejmu Marka Kuchcińskiego w skład Zespołu Ekspertów do Spraw problematyki Trybunału Konstytucyjnego, który otrzymał za zadanie podjęcie kwestii powodujących zaistniały w 2015 kryzys wokół TK (zespół złożył raport 1 sierpnia 2016).
W 2018 roku powołany na dyrektora Centralnego Ośrodka Badawczo-Rozwojowego w Łodzi, a następnie na dyrektora Instytutu Przemysłu Skórzanego. Od 1 kwietnia 2019 dyrektor Instytutu w Sieci Badawczej ŁUKASIEWICZ. Od 1 kwietnia 2022 do 4 grudnia 2024 roku z-ca dyrektora ds. badawczych w Sieci Badawczej ŁUKASIEWICZ - Łódzkim Instytucie Technologicznym (powstałym z połączenia 3 Instytutów Łukasiewicza: Instytutu Przemysłu Skórzanego, Instytutu Włókiennictwa i Instytutu Biopolimerów i Włókien Chemicznych).
W lipcu 2022 objął funkcję redaktora naczelnego dwumiesięcznika „Przegląd Sejmowy” ukazującego się nakładem Wydawnictwa Sejmowego.
W czerwcu 2022 roku wybrany przewodniczącym Komitetu Polityki Naukowej przy Ministrze Nauki i Edukacji (funkcję pełnił do lutego 2024).
Wszedł w skład komitetu wspierającego kandydaturę Karola Nawrockiego na prezydenta RP w wyborach w 2025.

## Działalność artystyczna
Od końca lat 80. związany z łódzkimi zespołami rockowymi "Rezerwat Ścisły" i "Copyright". Od 1989 r. gitarzysta, kompozytor, autor tekstów i lider zespołów "Bez Limitu" i "ŁÓDŹ FABRYCZNA", będącymi reprezentantami nurtu piosenki studenckiej i laureatami nagród przeglądów piosenki turystycznej i różnej: "Mała Japa", "YAPA" (Łódź), "Giełda" (Szklarska Poręba) czy lubelskich "Bakcynaliów" (współcześnie repertuar grupy "ŁÓDŹ FABRYCZNA" wykonuje grupa "Pod Dudą". Od 2020 roku współpracuje z grupą KGBand przy upowszechnianiu dorobku węgierskiej supergrupy Omega.

## Wybrane publikacje
- János Esterhazy (1901-1957) (2019)
- Piłsudczycy w izolacji (1939-1954). Studium z dziejów struktur i myśli politycznej (2008)
- W przededniu nadchodzącej wojny. Raporty dyplomatyczne Komisariatu Generalnego Rzeczypospolitej Polskiej w Wolnym Mieście Gdańsku z 1939 r. (opracowanie, 2006)
- Przewrót majowy majowy 1926 r. w relacjach świadków i uczestników. Materiały Instytutu Józefa Piłsudskiego (opracowanie, 2003)
- Generał dywizji Sławoj Felicjan Składkowski (1885-1962). Zarys biografii politycznej (2002)
- Bogusław Miedziński (1891-1972). Biografia polityczna (2001)[15]